# En fot i graven
En fot i graven är en svensk komediserie med Gösta Ekman i huvudrollen. För regin stod Måns Herngren och Hannes Holm. Serien som består av åtta avsnitt sändes på SVT i januari och fram till mars 2001. Flera namnkunniga svenska skådespelare dyker upp i småroller i serien. Titelmusiken skrevs av Wille Crafoord. Ekmans humor i serien byggde till stor del på ironi. Serien bygger på den brittiska komediserien One Foot in the Grave.
Ekman spelar Viktor Melldrov, tjänsteman på Skattemyndigheten. När han får sparken efter att ha ersatts av en diskett blir han hemma tillsammans med sin fru Kerstin, spelad av Lena Söderblom. Han går henne snart på nerverna med olika utläggningar om hur samhället borde te sig.

## Rollista
- Gösta Ekman - Viktor
- Lena Söderblom - Kerstin
- Yvonne Lombard - Gunnel
- Roland Hedlund - Gösta
- Tintin Anderzon - Jessica
- Angela Kovacs - Pernilla
- Henrik Hjelt - chef på bilverkstad
- Martina Haag - polis
- Vanna Rosenberg - Sjuksköterska
- Anders Nyström - Olle, patient
- Tord Peterson - Sven, patient
- Göte Fyhring - Gustav
- Cecilia Frode - Städerska på sjukhuset
- Iwa Boman - doktor
- Douglas Johansson - rörmokare
- Mattias Silvell - herr Möller
- Chatarina Larsson - konstlärarinna
- Gunilla Abrahamsson - Marianne
- Peter Hüttner - Morgan
- Rolf Skoglund - Georg
- Shanti Roney - mattläggaren
- Bengt Schött - Alf, uppvaktande kavaljer
- Stig Ossian Ericson - Åke
- Johan Neumann - Leif